# Bučovice (zámek)
Zámek Bučovice je renesanční stavba, která patří k stavitelským památkám města Bučovice a dominuje zdejšímu centru města. Je přístupný veřejnosti.

## Historie a architektura
Zámek byl postaven v letech 1575–1585 na zakázku Jana Šembery z Boskovic, ve své době jednoho z nejbohatších moravských šlechticů. Stavitelem zámku s jeho renesančními arkádami byl severoitalský mistr Pietro Gabri. Stavbu realizoval s využitím plánů Jacopa Strady (nikoliv – jak se často mylně uvádí – Pietro Ferrabosco di Lagno).
Zámek má prostorný dvůr vroubený ze tří stran arkádami. Štíhlých sloupů a arkád s hlavicemi (jónskými, římskými i korintskými) je celkem 96. Sokly sloupů jsou ozdobeny emblémy, kamenné veřeje dveří pak nesou znaky zakladatele zámku a jeho manželek.
Na barokních úpravách zámku probíhajících od roku 1633 participoval Giovanni Giacomo Tencalla. Ten pro Maximiliána z Lichtenštejna, jenž zámek i panství vyženil s dcerou Jana Šembery Kateřinou, vytvořil i manýristickou kašnu (1635/1637) uprostřed dvora. Vodotrysk je vysoký 8,5 metru; představuje kalichovitou vázu s lupenkovitě zprohýbanou hlavicí, která přechází ve čtyři vyhloubené dračí hlavy opírající se o bedra dřepících mořských panen. Nahoře je zakončen sochou Dionýza. V téže době byly přistavěny i čtyři rohové věže s kovovými lucernami, které však pro velkou tíhu musely být s věží postupně sejmuty.
Na rozdíl od vnější až strohé fasády zámku, jeho západní křídlo v sobě skrývá několik bohatě zdobených reprezentačních sálů, které se jmenují podle jejich pozdně renesanční výzdoby. Sál pěti smyslů má na klenbě alegorie smyslů malované podle kreseb Martena de Vos. V lunetách jsou technikou chiaroscura-šerosvit namalovány antické výjevy. Další pokoj zvaný „ptačí“ má na stropě malovanou síť, v jejímž vrcholu je Amor s ptáky. Rozlohou největší je Císařský pokoj, jehož výzdobu velmi pravděpodobně provedl dvorní sochař a štukatér císaře Rudolfa II. – Hans Mont. Na čtyřech lunetách, které Mont vyzdobil vysokým štukem, se nacházejí postavy císaře Karla V., mytické Európy, boha Marta a Venuše. Do lunet nad okny Mont umístil římské císaře – Augusta, Nera, Antonia a Marca Aurelia. Tzv. zaječí pokoj je vyzdoben freskami, kde zajíci vystupují v lidských situacích a s lidmi dokonce válčí. Uprostřed stropu je freska zobrazující hostinu zaječího páru. Venušin pokoj zdobí fresky z okruhu malířů benátské školy. Pokoje v prvním patře byly určeny především pro služebnictvo, ale nachází se zde také kaple datovaná 1637.
Od roku 1681 přestal zámek sloužit jako panské sídlo a stal se administrativním centrem panství, od roku 1722 pak sídlem centrální lichtensteinské účtárny. Od té doby žádné závažnější stavební úpravy nenarušily jeho italský renesanční charakter.

### Park
K straně zámku byla připojena plochá geometrická zahrada o velikosti 17,5 ha obklopená zdí. Plocha byla rozčleněna pravoúhle se soustavou os s kašnami, ornamenty ze zimostrázů a habrů, trávníky, ovocné výsadby. Celá plocha byla později upravena jako ovocný sad a do současné podoby, která reflektuje původní úpravy, rekonstruována v letech 1960-1965 (D. Menclová, B. Wágner). Zahrada je považována za významný objekt v rámci vývoje sadovnické architektury v ČR.
V zahradě se v roce 1985 nacházelo 7 jehličnanů a 42 listnáčů. Z jehličnanů je jmenován cypřišek nutkajský a zerav obrovský (Thuja plicata 'Variegata'), oba u zámecké zdi. Z listnáčů je uváděna višeň chloupkatá Pendula Rosea (Prunus subhirtella 'Pendula'), líska turecká, jeřáb prostřední (Sorbus intermedia) a hlošina úzkolistá (Eleagnus angustifolia) (0,79 m, 8 m, 9,4 m).

## Památková ochrana a obnova
| Rok  | Počet návštěvníků |
| ---- | ----------------- |
| 2015 | 7 576             |
| 2016 | 10 272            |
| 2017 | 11 813            |

Zámek byl vyhlášen kulturní nemovitou památkou a v roce 2001 národní kulturní památkou.
Dlouhou dobu nefunkční kašna byla v 10. letech 21. století kompletně opravena. Město Bučovice pořádalo od roku 2007 veřejnou sbírku, prostředky se sbíraly i z benefičních koncertů a nemalý podíl věnovaly podnikatelské subjekty z Bučovicka. Obnova parku, včetně jeho vodního zavlažovacího systému, byla završena, když 10. dubna 2014 byla opravená kašna veřejně uvedena do provozu.

## Galerie

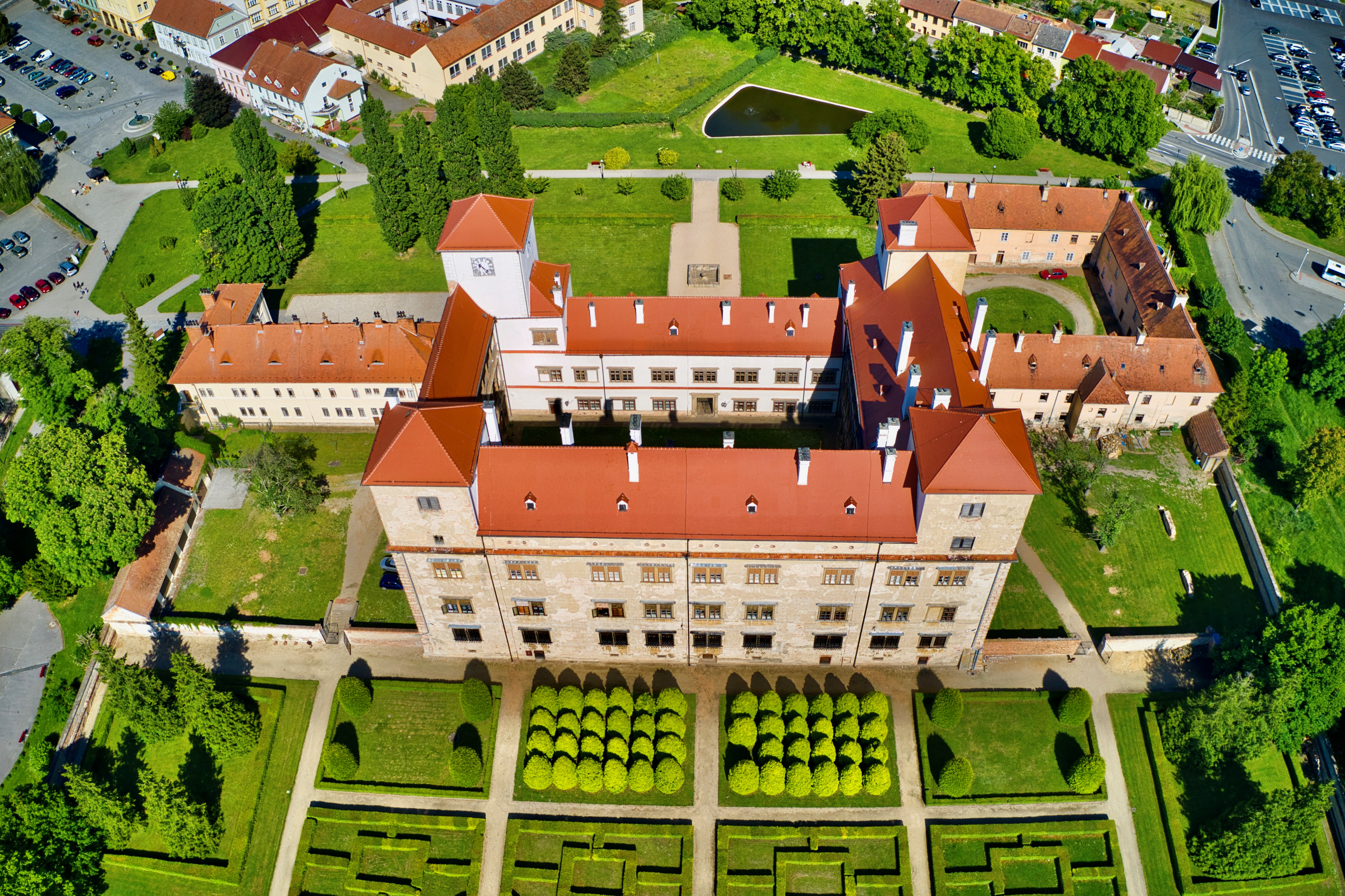
Panorama Bučovického zámku s parkem z ptačí perspektivy
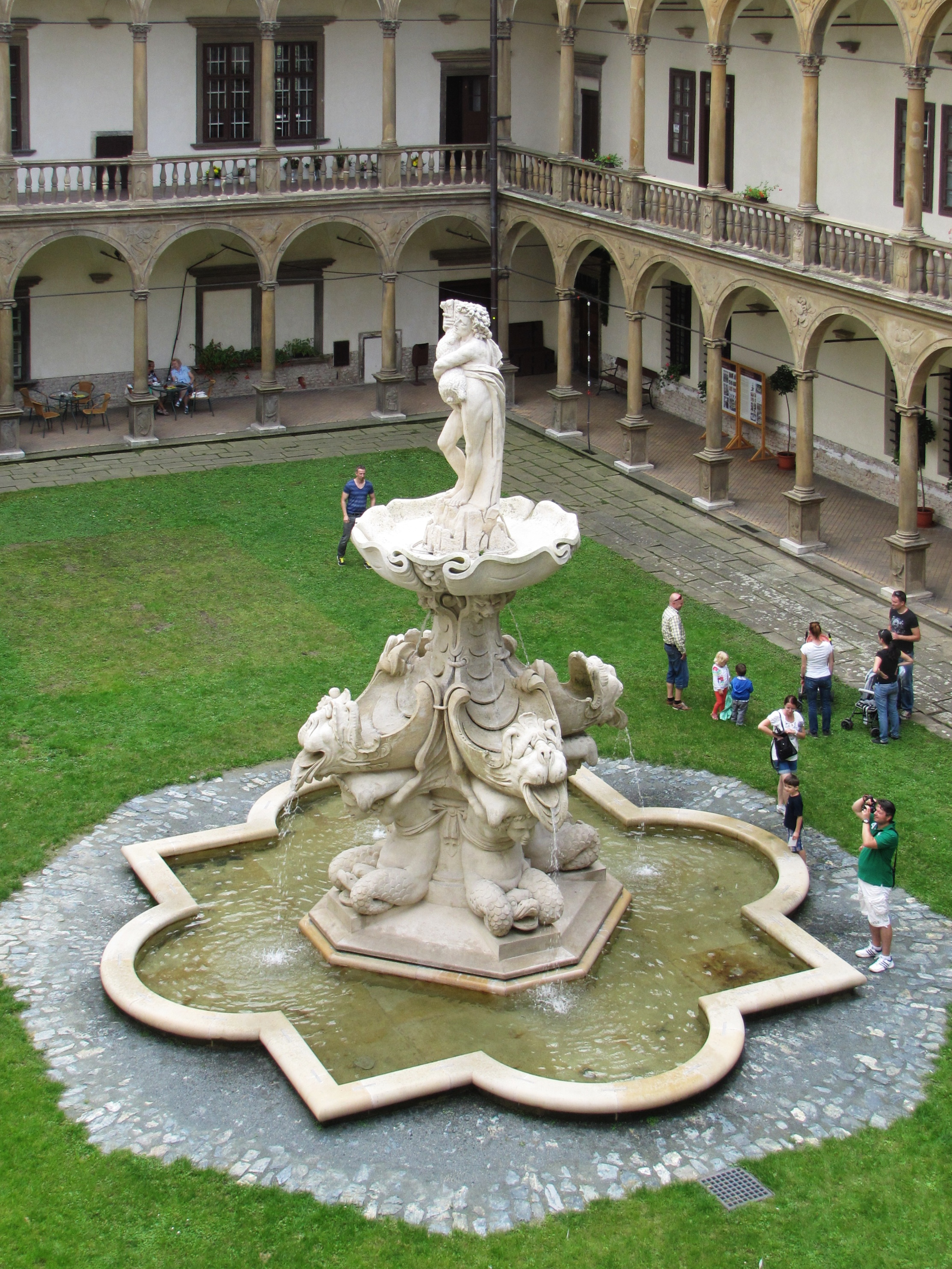
Bakchova fontána
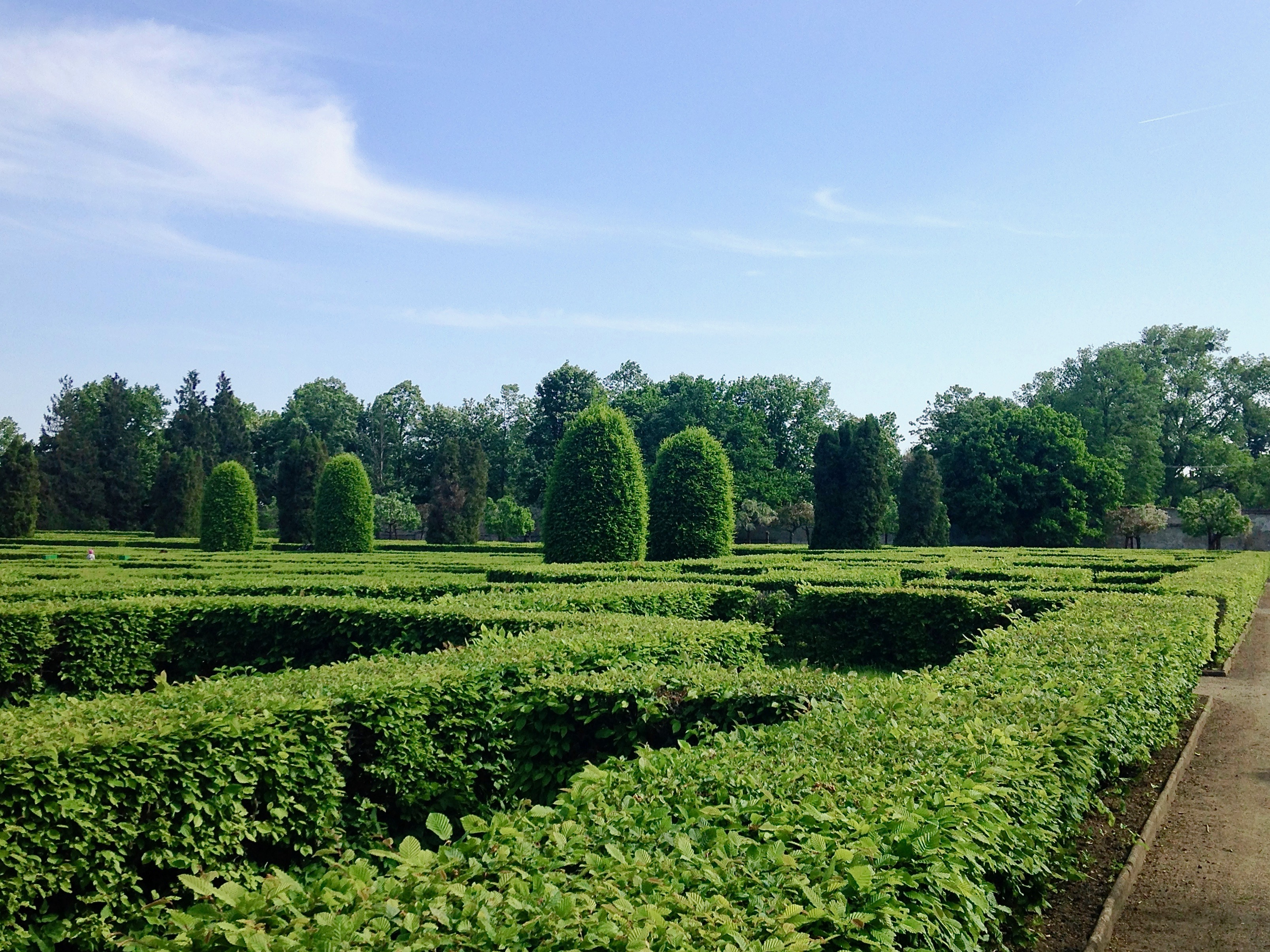
Zámecký park v Bučovicích, úprava 2018
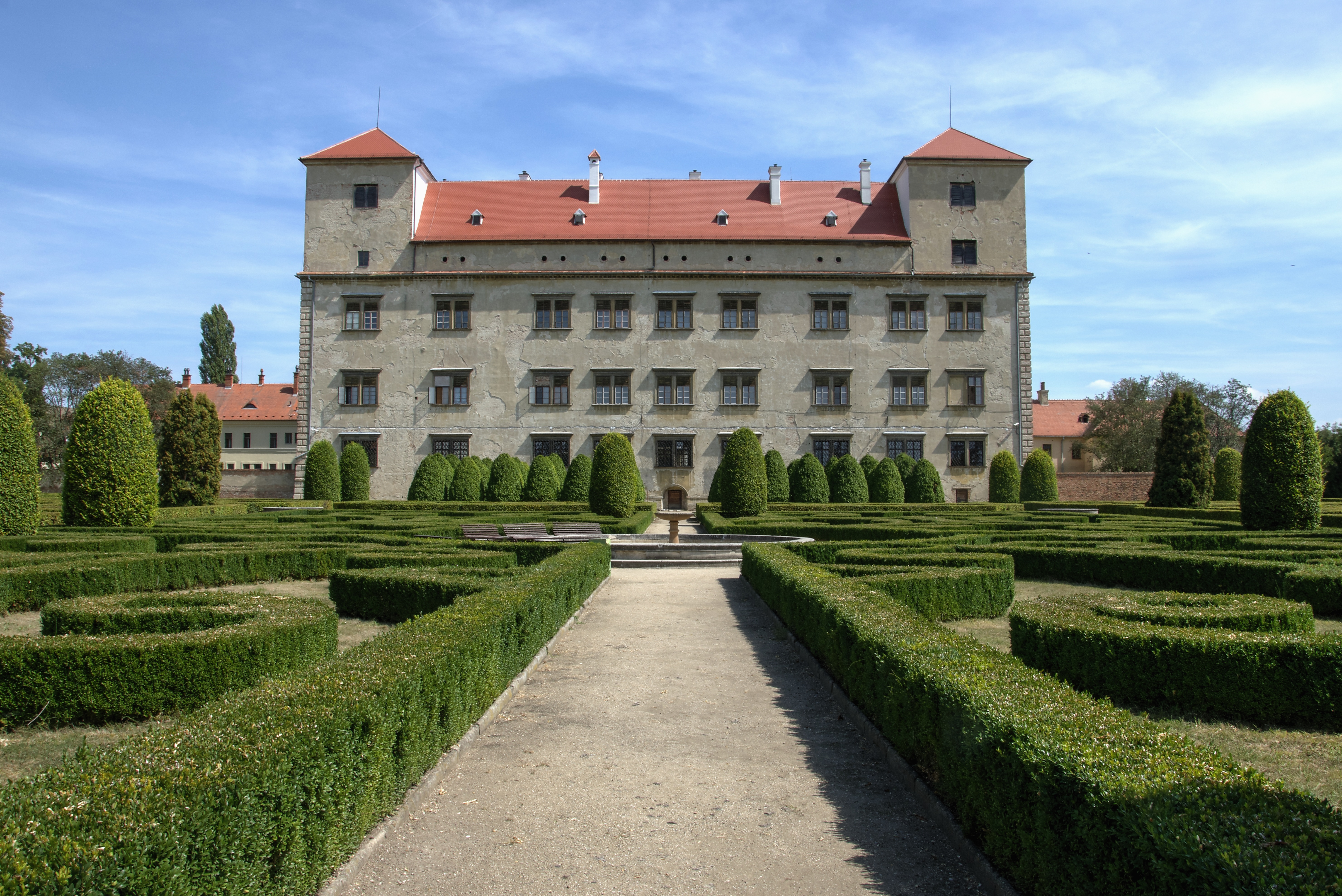
Zámek s parkem
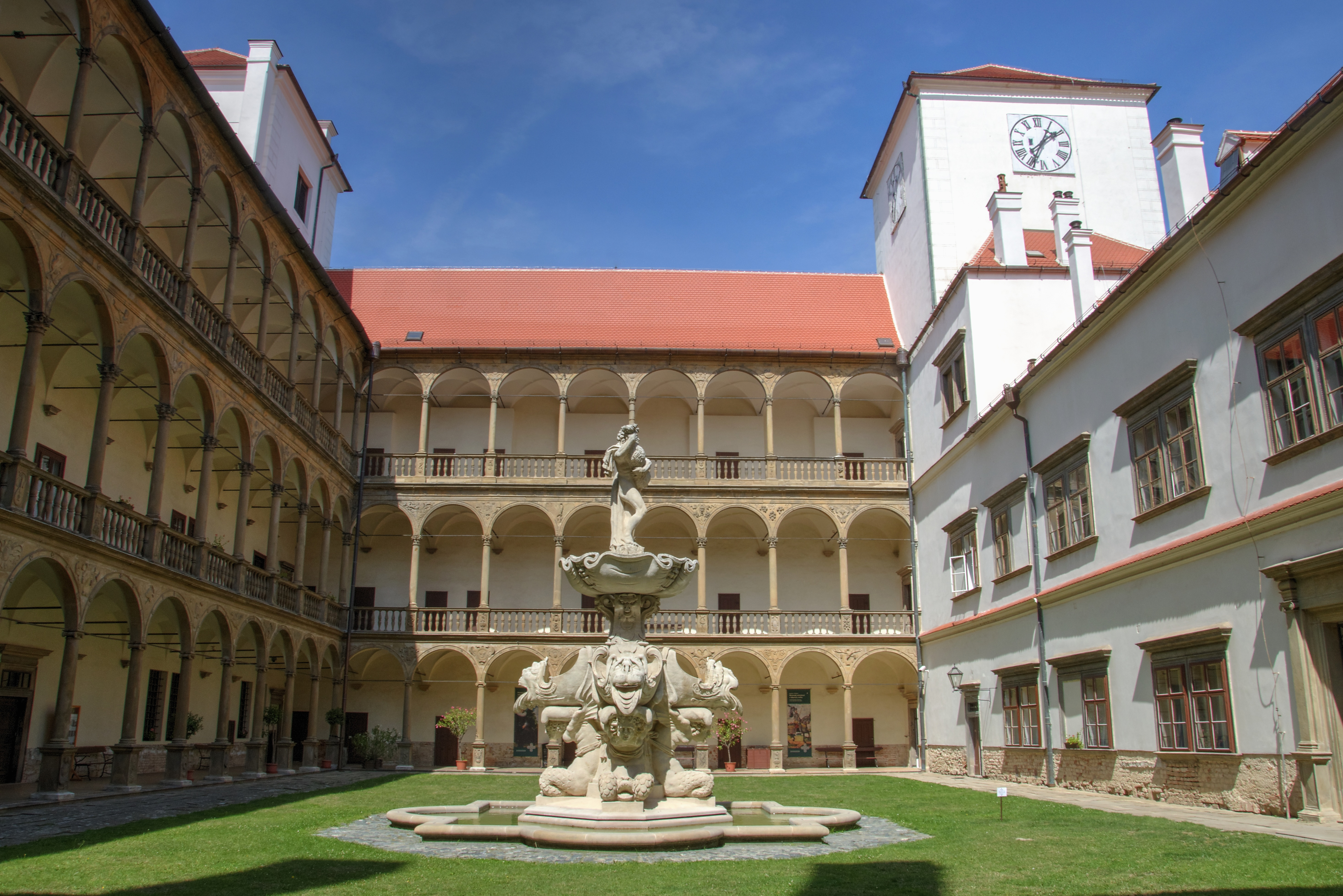
Zámecké nádvoří
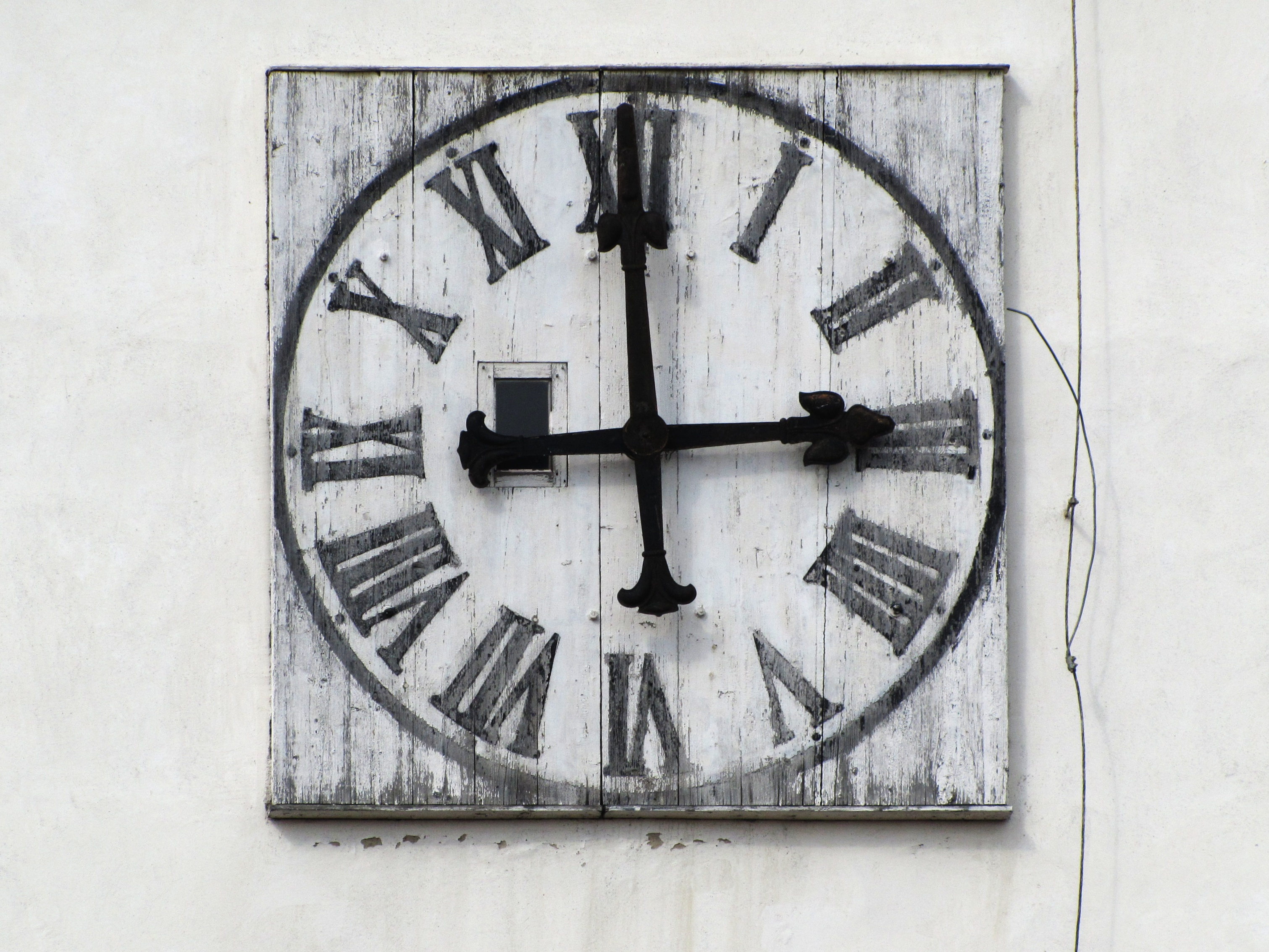
Ciferník hodin na věži